# آنتونیو مارتینز
آنتونیو مارتینز (انگلیسی: Antonio Martínez؛ زادهٔ ۹ ژوئیهٔ ۱۹۷۷) بازیکن سابق فوتبال اهل مکزیک است که آخرین بار در پست هافبک برای باشگاه چیواس یواس‌ای در لیگ برتر فوتبال ایالات متحده آمریکا بازی کرد.